# Bernd Brückler
Bernd Brückler (* 26. September 1981 in Graz) ist ein ehemaliger österreichischer Eishockeytorwart, der in der österreichischen Eishockey-Liga unter anderem für den Klagenfurter AC, den EC Red Bull Salzburg und die EC Graz 99ers aktiv war. International spielte er unter anderem für das Hartford Wolf Pack, die Espoo Blues, Torpedo Nischni Nowgorod und den HK Sibir Nowosibirsk.

## Karriere
Bernd Brückler begann seine Karriere beim EC Graz, bevor er im Sommer 2000 in die nordamerikanische Liga United States Hockey League zu den Tri-City Storm wechselte. Beim NHL Entry Draft 2001 wurde er von den Philadelphia Flyers in der fünften Runde an 150. Stelle ausgewählt und spielte in der Folge vier Jahre lang für die University of Wisconsin–Madison.
Nach dem Wechsel in den Profibereich spielte Brückler eine durchwachsene Saison 2005/06 in der American Hockey League für das Hartford Wolf Pack sowie in der ECHL für die Charlotte Checkers und Toledo Storm, bevor er schlussendlich wieder nach Europa wechselte. Er heuerte bei den Espoo Blues in der finnischen SM-liiga an und kam mit diesen schon in seiner ersten vollen Spielzeit 2006/07 in die Playoffs. Im Sommer 2007 gewann er mit Espoo den Tampere Cup, in der Saison 2007/08 wurde er mit den Blues Finnischer Vizemeister. Des Weiteren war er in dieser Saison der Torhüter mit dem niedrigsten Gegentorschnitt von 1,97, hatte mit sieben die meisten Shutouts, konnte mit 66 Prozent den besten Prozentsatz an gewonnenen Partien für sich verbuchen und gab mit sechs die meisten Assists unter den Torhütern.

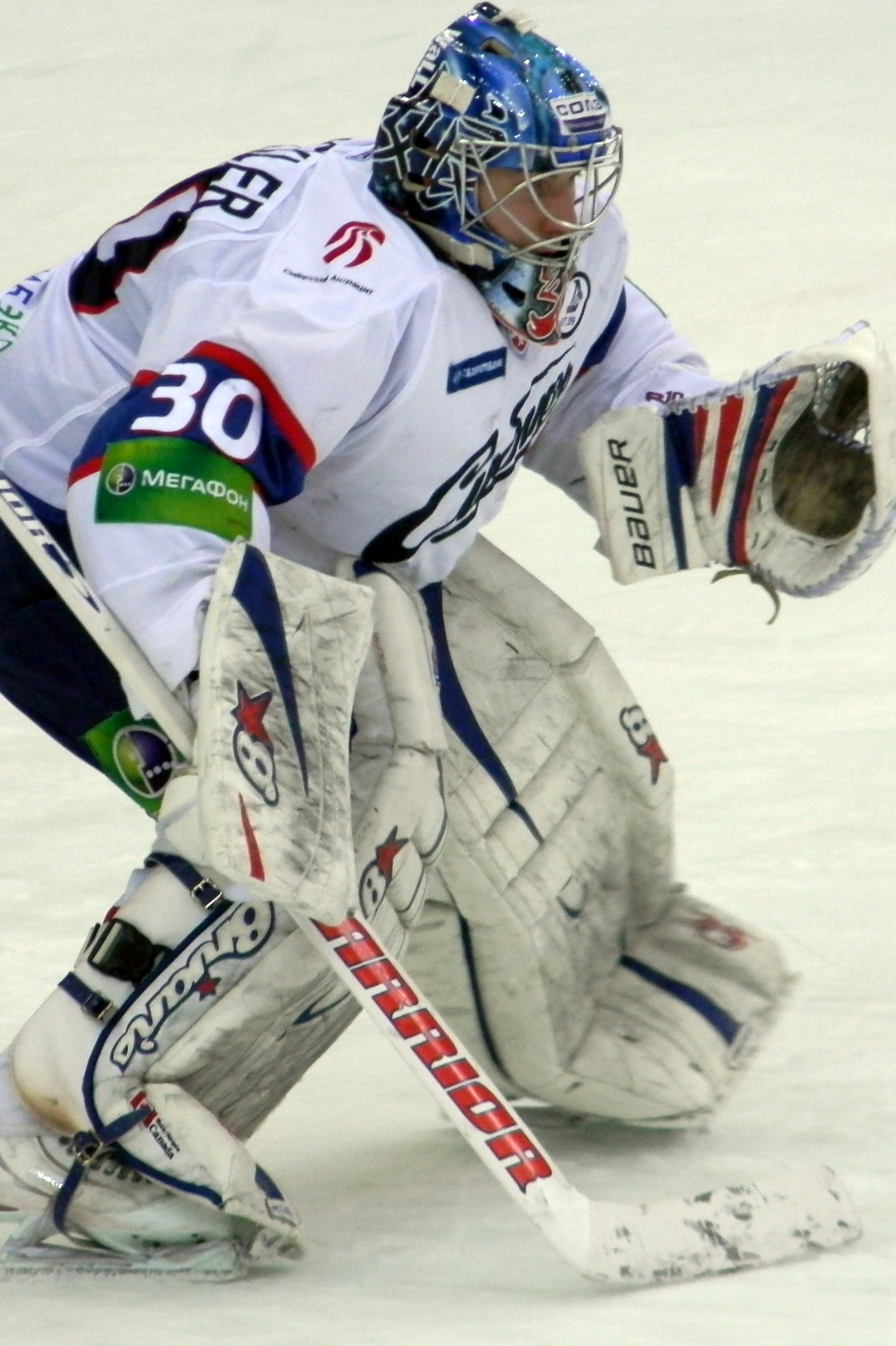
Brückler im Tor des HK Sibir Nowosibirsk

Ab der Saison 2009/10 hütete der österreichische Schlussmann das Tor von Torpedo Nischni Nowgorod in der Kontinentalen Hockey-Liga. Am 23. Dezember 2009 zog sich der Torhüter einen Seitenbandeinriss und einen doppelten Riss des Meniskus zu und fiel für den Rest der Saison aus. In der Spielzeit 2010/11 kehrte er zurück und wurde nach einem guten Saisonstart zum KHL-Torwart des Monats September gewählt.
Im April 2011 wechselte er innerhalb der KHL zum HK Sibir Nowosibirsk, ehe sein laufender Vertrag im August 2012 vorzeitig aufgelöst wurde. Anschließend war er vereinslos, ehe er im Oktober 2012 vom EC Red Bull Salzburg verpflichtet wurde. Dort teilt er sich bis 2015 die Torhüterposition mit Luka Gračnar. 2014 und 2015 wurde er mit den Salzburgern Österreichischer Meister.
Am 8. September 2015 wurde er vom Klagenfurter AC verpflichtet, wo Standardtormann René Swette wegen gesundheitlicher Probleme ausfiel. Der Vertrag wurde vorläufig bis Ende November 2015 vereinbart. Er wurde anschließend weiterverpflichtet und absolvierte für die Klagenfurter 31 Spiele in der Spielzeit 2015/16. Anschließend beendete er seine Karriere und wurde TV-Experte bei Sky Österreich.

### International
Brückler debütierte am 18. Dezember 2003 beim 1:4 gegen Kanada im slowakischen Piešťany in der österreichischen Nationalmannschaft. Er hütete das Tor der Alpenländler bei den Weltmeisterschaften der Top-Division 2004, 2005, 2007 und 2009. Nach dem zwischenzeitlichen Abstieg stand er 2008 in der Division I im Kasten. Zudem vertrat er seine Farben bei der Qualifikation für die Olympischen Winterspiele in Vancouver 2010. Er wurde noch bis 2013 in Länderspielen eingesetzt, kam aber nicht mehr zu weiteren Turniernominierungen.

## Erfolge und Auszeichnungen
- 2001 Zweites USHL-All-Star-Team
- 2002 NCAA-All-Rookie-Team
- 2004 NCAA-All-Star-Team und erstes All-American-Team
- 2005 Zweites NCAA-All-Star-Team
- 2007 SM-liiga-Spieler des Monats Februar
- 2008 Bester Gegentorschnitt der SM-liiga bei Espoo Blues
- 2008 Aufstieg in die Top-Division bei der Weltmeisterschaft der Division I, Gruppe A
- 2010 KHL-Torwart des Monats September
- 2014 Österreichischer Meister mit dem EC Red Bull Salzburg
- 2015 Österreichischer Meister mit dem EC Red Bull Salzburg

## Statistik

### International
(Legende zur Torhüterstatistik: GP oder Sp = Spiele insgesamt; W oder S = Siege; L oder N = Niederlagen; T oder U oder OT = Unentschieden oder Overtime- bzw. Shootout-Niederlage; Min. = Minuten; SOG oder SaT = Schüsse aufs Tor; GA oder GT = Gegentore; SO = Shutouts; GAA oder GTS = Gegentorschnitt; Sv% oder SVS% = Fangquote; EN = Empty Net Goal; 1 Play-downs/Relegation; Kursiv: Statistik nicht vollständig)